# Космический человек
В юнгианской теории Космический Человек — это архетипическая фигура, фигурирующая в мифах о сотворении мира разных мифологий. Обычно описывается как полезное или положительное существо, он служит семенем для создания мира. После смерти части его тела становятся физическими частями вселенной . Он также представляет единство человеческого существования или вселенной.
Космический Человек является символом Самости в юнгианских архетипах и частично является целью индивидуации для индивидуума и для коллектива. Процесс индивидуации космического человека часто составляет часть творения, однако может иметь место и после смерти. Архетип Космического Человека сочетает в себе мужское и женское начало или Аниму и Анимус и таким образом может рассматриваться в качестве гермафродита или бисексуала. Физические черты предполагают, что это первобытный космический гигант, проходящий через процесс индивидуации. Процесс может включать в себя расчленение, растительные или животные качества и четверичную структуру. Космический Человек содержит в себе аспекты архаической идентичности. Идеи и эмоциональные ценности являются частью коллективного бессознательного соглашения, создающего изначальную связь между стихиями, растениями, животными и людьми.

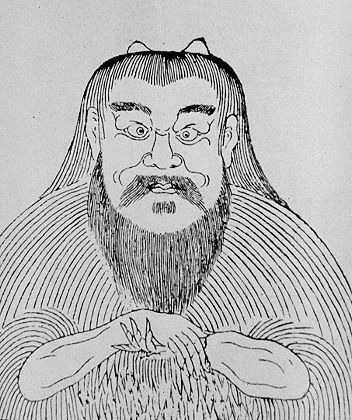
Найденный в Китае Паньгу – пример Космического Человека.

Например, в китайской легенде считается, что Паньгу придал естественным характеристикам Земли их форму, а когда он умер, то его тело превратилось в Священные горы Китая Его персидский эквивалент, Гайомарт, после смерти испустил семя, из которого и вышла первая человеческая пара. В зороастрийских историях о сотворении мира, найденных в Персии, в современном Иране, первоначальная фигура Гайомарта превращается в земные металлы и производит первых людей из золота.
В индийской мифологии Пуруша — похожая фигура, считающаяся бессмертной частью индивида. В северо-восточной части Индии была обнаружена Куджум-Чанту — женщина-космический гигант, пребывавшая в неподвижности. Её тело формирует землю и солнечную систему после смерти.
В некоторых иудейских легендах Адам создан из праха с 4 концов земли, и в стоячем положении востоком была его голова, а западом – ноги. В другой легенде в нём содержались души всех тех, кто когда-либо появлялся на свет. В учениях Каббалы такой первочеловек именуется Адамом Кадмоном. В мандеизме изначальный человек известен под названием Адам касия, или «потаённого Адама».
В религиозных науках Ислама даётся более подробное объяснение, где первый Космический Человек опознаётся как Адам. Согласно наукам, Адам является Космическим Существом потому, что, помимо всеохватывающей власти над Вселенной, он также имеет и наиболее привилегированный духовный ранг и статус человеческого существа.
Космический Человек есть и в исламских суфийских учениях аль-Инсан аль-Камиль, что означает «Совершенное Существо», это почётный титул, часто приписываемый Пророку Мухаммеду. Концепция аль-Инсан аль-Камиль была впервые придумана и обсуждалась Ибн Араби.
Во многих мифах Космический Человек – не только начало, но и конечная цель жизни или творения. Это не обязательно некоторое физическое событие, но оно может относиться к отождествлению сознательного эго с Самостью.